# 真希波・マリ・イラストリアス
真希波・マリ・イラストリアス（まきなみ マリ イラストリアス、Makinami Mari Illustrious）は、日本のアニメーション作品『ヱヴァンゲリヲン新劇場版』、その派生作品に登場する架空の人物で、同作のヒロインの一人である。エヴァンゲリオン仮設5号機、後に8号機パイロット。第10の使徒戦では戦闘不能の式波・アスカ・ラングレーに代わって2号機に搭乗した。年齢不詳。
シリーズ第2作の『ヱヴァンゲリヲン新劇場版:破』から登場する。担当声優は坂本真綾。

## 人物
ヒロインの1人。イギリス出身で、ユーロ支部所属。日本語と英語を話せるが、最初の戦闘時は思考言語に日本語を指定している。また『シン』ではフランス語や中国語も口にしており、ヴンダー内の居室にある書籍には各国語で読了を示すタグがつけられていた。居室は本で埋め尽くされており「あらゆる書物を読むのが見果てぬ夢」と語る。
興奮時に「にゃっ！」という掛け声や語尾を発する癖がある。
「匂い」について言及することが多く、シンジに対しては「いい匂いがする」と言い、2号機に搭乗した際は「他人の匂いがするエヴァも悪くない」と語っている。
自身がEVAに搭乗することについてはまったく疑問を持っておらず、戦闘中に痛みを堪えながらも「面白いから、いい！」と楽しんでいる。そのため、EVAに搭乗したくないと悩むシンジの心理を面白がっていた。
彼女の過去や背景は作中では明らかにされず、ゲンドウの若年時代の回想シーンにてユイや冬月と共にマリらしい人物が登場する、ゲンドウを「ゲンドウ君」・冬月を「冬月先生」・ユイを「ユイさん」とそれぞれ呼ぶ、冬月と対面した際に「イスカリオテのマリア」と呼ばれて「久々に聞いた」と応じるなど、断片的・抽象的な表現に留まっている。
声を演じた坂本はマリについて、「ひたすらポジティブに、悲壮感が出ないように心がけた」「男でも女でも年上でも年下でもない感じ」「（シンジやアスカへの関わりを挙げながら）人間がすごく好きなのだと感じます」と話している。人物設定についてはすべては知らないとしつつも、庵野の言葉をヒントに役を構築したと語っている。

## 劇中での活躍
ヒロインの1人で、『ヱヴァンゲリヲン新劇場版:破』ではプロローグで仮設5号機に搭乗。ベタニアベースの封印システムを破って脱走した第3の使徒を追撃して撃破し、「自分の目的に大人を巻き込むのは気後れするなあ。」と呟く。
その後パラシュートを用いて第3新東京市に侵入すると、不時着先の第壱中学校の屋上にて寝転んでいた主人公の碇シンジに遭遇する。シンジのことをネルフのわんこくんと呼び、「君、面白いね。」「この事は他言無用で。」などと言い残して立ち去る。
第10の使徒襲来時には、NERVに無断で2号機の凍結を解除して搭乗し、ジオフロント内に侵入した目標に水際での排除を試みるが撃退されてしまう。裏コード「ザ・ビースト」を発動しA.T.フィールド突破を試みるものの、寸前で反撃され機体を大破させられる。墜落先のシェルターでうずくまっていたシンジを連れ出し、「早く逃げちゃえばいいのに」と促す。
『ヱヴァンゲリヲン新劇場版:Q』では、WILLE所属の8号機専属パイロットとして登場する。冒頭のUS作戦や中盤のセントラルドグマでの第13号機襲撃に2号機の援護射撃役として参加したほか、Mark.09によるヴンダー襲撃の際にはハンドガンで迎撃する。渚カヲルの爆死後には、ガフの扉が閉じなかったことから碇ゲンドウの思惑に気づき、落下する第13号機からシンジのエントリープラグを強制射出して儀式を中断させた。
『シン・エヴァンゲリオン劇場版𝄇』では、冒頭のユーロNERVの「カチコミ」に封印柱再起動チームの護衛として参加し、NERVの繰り出したMark.04シリーズを迎撃する。ヤマト作戦では新2号機αの援護としてNERV本部を急襲するが、作戦は失敗して新2号機を大破させられたうえにアスカを奪取され、自身も改8号機の両腕を失って後退を余儀なくされる。その後、ヴンダーを乗っ取っていたMark.09-Aを捕食・吸収し、シンジをマイナス宇宙内の初号機へ送り届けてNHG 2番艦に乗り込むと、再会した冬月と短い会話を交わし、冬月によって用意されていたMark.10・11・12を吸収してNHGを全滅させ、ガイウスの槍と共にEVAイマジナリーの内部へ侵入する。シンジに対しては、出撃前に「君はよくやってる」、初号機へ向かう彼に「必ず迎えに行くから待ってなよ」と声をかけるなど気遣う素振りを見せ、マイナス宇宙の浜辺に取り残されたシンジを約束通りに迎える。
エピローグでは宇部新川駅にて青年の姿になったシンジのもとに同年代の姿で現れ、「行こう！」と声をかけて手を取り合って駆けてゆく。

## 漫画版
漫画版『新世紀エヴァンゲリオン』では、第14巻（最終巻）の描き下ろし「夏色のエデン」に「真希波マリ」として登場。16歳で飛び級で入学した京都大学で冬月の研究室に所属しており、ユイはそのころの先輩だった。その後、イギリスに留学する。
もともとはコンタクトレンズを着用しており、留学前にユイに好意を打ち明けた際に彼女の眼鏡を譲られた。特徴的な髪形もこの時にユイが結ったもの。

## 外見的特徴
赤みがかった焦げ茶色のロングヘアを二つに分けて結び、赤い縁の眼鏡をかけている。EVA搭乗時も眼鏡を掛けたままで、眼鏡を落とした時は手探りで探すなど、裸眼視力が低い描写がある。
プラグスーツの胸部のフィッティングを気にする台詞（『破』）や、身体が揺さぶられるのに合わせて胸部が揺れるカット（『破』『Q』『シン』）、自身のバストサイズを特徴の一つとしてアピールする台詞（『シン』）があり、版権画では新型プラグスーツの胸部を開放して乳房を大胆に露出させたものすら描かれる（太田出版の『CONTINUE』Vol.50の表紙）など、バストサイズを強調した描写がなされている。
『破』の予告ではシンジらの通う第壱中学校とは異なるえんじ色のブレザー型制服を着ていたが、『破』のティザーポスターではパフスリーブのブラウスを着用した夏服仕様になった。『破』の予告絵コンテには、「ゲンドウと同じ仕草で眼鏡を直す少女のUP」との記述がある。
仮設5号機搭乗時は暗緑色の旧型プラグスーツとヘッドギアを着用していたが、2号機搭乗時はピンク色の新型プラグスーツ（旧型・新型いずれもナンバーは05）に着替えている。8号機搭乗以降のスーツナンバーは08で、ヤマト作戦を前に白を基調とした深々度ダイブ用耐圧試作プラグスーツに再び着替えている。

## マリと歌
劇中ではマリによる、「三百六十五歩のマーチ」「真実一路のマーチ」（以上水前寺清子）「ひとりじゃないの」（天地真理）などの昭和の歌謡曲を歌うシーンがたびたび登場する。
評論家の中川大地は、歌手でもある坂本真綾がマリにキャスティングされたことについて、エヴァのヒット立役者でもあった大月俊倫のキングレコード・スターチャイルドレーベルで、綾波レイ役の林原めぐみが歌手活動をし、第三次声優ブームを率いた流れと対比して、ビクター・フライングドッグの看板アーティストである坂本は、スターチャイルドレーベルとの音楽性の違いも含めてそのオルタナティブ的存在であり「旧作世界の外部からの批評者たるマリの存在感を形成するうえで、存外に重要なファクター」であったと分析している。
また中川によれば、対比構造は林原が正式な劇伴として「今日の日はさようなら」などのフォーク／ニューミュージック系の楽曲をカバーし、坂本がサントラに収録されない歌謡曲カバーを劇中でマリとして歌っていたことにも見出される。

## 登場までの経緯
『ヱヴァンゲリヲン新劇場版:序』の公開時は名前が明かされておらず、2008年発売のゲーム『ぷちえゔぁ』で「マリ」という名前とともに紹介された。2009年3月14日の『破』初回前売券発売時は「×××・マリ・×××××××」と「マリ」以外の名前を隠した状態で紹介され、同年4月18日の第2弾前売券発売時にフルネームと担当声優が公開された。
初期プロットでは『破』で登場はするものの物語にはあまり介入せず、3作目である『Q』から本格的に出番を増やす予定であったが、『序』上映時の次回予告映像にマリが登場した時の観客の反響の大きさから、総監督の庵野秀明の意向で出番が増えた旨が『ヱヴァンゲリヲン全記録全集：破』の各スタッフのインタビューにより明かされている。制作初期の段階では、「マリコ」という名であった。
『破』全記録全集に収録された、画コンテ作業直前のバージョンの脚本では第8の使徒戦でマリが2号機パイロットに抜擢される。作戦会議のシーンではアスカから「マリ先輩」「ツーダッシュ、予備ナンバー」「リクルート（新兵）」と呼ばれ、シングルコンバットで好成績だが協調性の低いアスカに代えて新人だが協調性の高いマリを乗せるという筋書きになっている。戦闘シーンでは無断で搭乗したアスカに操縦を任せ、自身は自爆する使徒の衝撃を身代わりに引き受ける。

## キャラクターの造形
鶴巻和哉によれば、『破』制作時より、庵野秀明はマリに対し「『エヴァ』世界を破壊するためのキャラクター」という意図をもっていた。庵野はこれより以前に「エヴァの登場人物は全部自分」と語っていて、それに対して鶴巻は「マリも彼らと同じになってしまったら、そういう世界を壊すことなんてできない」としている。マリのキャラクターは作品の「閉じた世界を壊す他者」の象徴として、それまでの『エヴァ』が描いた、自意識に悩まされる近代的なキャラクターとは正反対の、生命そのものや人間を肯定し「昭和のおっさん感」のある、生命力あふれる存在に作り上げられている。
鶴巻からは、胸の大きいスタイルやギャグを言ったりする設定のような軽いアイデアから、それまでの作品世界になかった「ふまじめさ」「いいかげんさ」などを持つ性格、「シンジを寝取ってしまうことで、それまでのキャラクターの関係性を壊してしまうのか、ハチャメチャなギャグキャラとしてシリアスな世界観をぶち壊すってことなのか」といった物語へのかかわりに対するものまで、さまざまな提案や庵野への問いかけがなされ、彼の発案が多く取り入れられている。さらに、シナリオをすべて知る外部の存在にしようとする庵野に対して、「物語の外からやってきたメタフィクション少女」にでもしないと、同じような立場のゼーレや渚カヲルのキャラクターに対抗できないと意見を述べている。
『破』制作時、坂本によれば、庵野はマリの演出について「鶴巻のほうにこだわりがあるから鶴巻に任せる」としていた。鶴巻は「庵野が作ると自分自身になってしまうから、それとは違うキャラクターにしたくて他の人に預けていたと思う」と『シン』制作後に回想している。

## 名前の由来
真希波は海上自衛隊のあやなみ型護衛艦「まきなみ」から。イラストリアスはイギリス海軍の航空母艦「イラストリアス」から。

## 英語版での発音
英語版製作時、「マリ」の発音をほぼ日本語のままにするか、英語的なもの（第一音節が強調され、「r」がやや巻き舌）にするかが検討された。最終的に坂本真綾が日本語版の英語台詞部分で用いた後者が採用されたが、その指示は徹底しておらず、キャラクターによっては名を日本語風に発音している。

## 批評
シンジと最終的に結ばれたと見える相手だったことについて、アスカと結ばれることを予想していた一部のファンを中心に物議を醸した。批評家の藤田直哉は、『エヴァ』の主題にはキャラクター文化批判があるとして、これらの展開は、ファンの過度なキャラクターへの依存に敢えて突きつける意図があったと分析している。
『シン』公開後、とくにドキュメンタリー番組『プロフェッショナル 仕事の流儀 庵野秀明スペシャル』放送後、庵野の妻である安野モヨコがマリに重ねられているとする私小説的解釈がネット上で多くみられたが、スタジオカラーのスタッフは「鶴巻さんのリビドーしか入っていないキャラ」としてこれを否定している。庵野本人もこの説を直接否定し、マリの造形は鶴巻の手によるところが大きいとした。
複数の批評家は、このような私小説的な解釈に懐疑的な見方を示した。ドイツ出身の翻訳家マライ・メントラインはマリの「現実的な人間力」による「フィクションへの介入」のメタ的演出と分析した。また前述の藤田は、安野の存在が影響を与えている部分は、劇中における食事の描写や、結婚による共同生活を経た現実的な他者との共存感覚や愛といった、新劇場版における内容と作り方そのものであるとの解釈を示した。

## 日本国外版での声優
作品名が注記されていない者は『破』『Q』『シン』の3作を通して担当。
- 英語
  - トリーナ・ニシムラ（英語版） - ファニメーション版『破』『Q』
  - デニーン・メロディ - Amazon Prime Video版[19]
- イタリア語
  - モニカ・ワード（イタリア語版）
- ドイツ語
  - ジェニファー・ヴァイス - DVD版『破』『Q』
  - リー・カルベン（ドイツ語版） - Amazon Prime Video版
- 中国語
  - 穆宣名